# 長部日出雄
長部 日出雄（おさべ ひでお、1934年〈昭和9年〉9月3日 - 2018年〈平成30年〉10月18日）は、日本の小説家、評論家。ミュージシャンの大友康平は甥。

## 来歴
青森県弘前市出身。弘前市第一大成国民学校、弘前市立第三中学校、青森県立弘前高等学校卒業。早稲田大学第二文学部哲学科を中退し、読売新聞社に入社。1957年『週刊読売』記者となる。大島渚、永六輔、野坂昭如、筒井康隆、小林信彦らをいち早く評価し、彼らと交友する。その後退職し、雑誌『映画評論』編集者、映画評論家・ルポライターを経て、作家となる。
1973年『津軽じょんから節』と『津軽世去れ節』により、第69回直木賞を受賞。1979年『鬼が来た－棟方志功伝』により、第30回芸術選奨文部大臣賞を受賞。1986年 『見知らぬ戦場』により、第6回新田次郎文学賞を受賞。1989年映画『夢の祭り』では原作・脚本・監督を務めた。2002年『桜桃とキリスト もう一つの太宰治伝』により第29回大佛次郎賞・第15回和辻哲郎文化賞を受賞。同年、紫綬褒章受章。
2018年10月18日、虚血性心不全のため、東京都内の自宅で死去。84歳没。

## 人物
故郷である津軽についての小説、エッセイや、津軽出身の棟方志功、太宰治らの評伝を執筆した。また、監督した映画『夢の祭り』では津軽三味線に熱中する若者達を描いた。晩年は、主に評論作品を発表。かつては左派だったが、21世紀以後天皇への関心を深め、天皇崇拝者への転向を表明した。反共右派の立場を鮮明にして、民主党政権を容共として激しく非難し、日本は反共の旗を降ろすなと提言していた。なお、生前日経新聞に連載していたコラムでは、中国寄りの発言がしばしば見られた。
文章中に繰返し符号「々」を使用しないことが知られている。

## 著書
- 『死刑台への逃走』立風書房 1969
- 『津軽世去れ節』津軽書房 1972（のち角川文庫・文春文庫）
- 『鰐を連れた男』講談社 1973（のち角川文庫）
- 『ニッポン風船紀行』講談社 1974
- 『津軽空想旅行』津軽書房 1974（のち角川文庫）
- 『津軽風雲録』講談社 1974（のち時代小説文庫）
- 『津軽から飛んだ』筑摩書房 1974
- 『善意株式会社』津軽書房 1975（のち角川文庫）
- 『消えた城塞』角川書店 1975
- 『いつか見た夢』津軽書房 1976
- 『風雪平野』角川書店 1976
- 『夜は口笛を吹くな』徳間書店 1977
- 『鬼が来た 棟方志功伝』文藝春秋 1979（のち文庫、人物文庫）
- 『笑いの狩人 江戸落語家伝』実業之日本社 1980（のち新潮文庫）論創社
- 『林征二の世界』津軽書房 1980
- 『禁酒安兵衛』講談社 1980
- 『わが名は新門辰五郎』新潮社 1980
- 『書物交遊録 本を読む人を読む』PHP研究所 1982
- 『源義経』学習研究社 1982（のち、時代小説文庫）
- 『神話世界の太宰治』平凡社 1982
- 『未完反語派』福武書店 1982（のち文庫）
- 『映画は世界語 紙ヒコーキ通信』文藝春秋 1983
- 『映画監督になる法 紙ヒコーキ通信2』文藝春秋 1985
- 『映画監督』新潮社 1985
- 『密使 支倉常長』読売新聞社 1985（のち、文春文庫）
- 『見知らぬ戦場』文藝春秋 1986
- 『醒めて見る夢』福武書店 1986
- 『ハードボイルド志願』河出書房新社 1986
- 『戦場で死んだ兄をたずねて フィリピンと日本』岩波書店 1988
- 『映画は夢の祭り 紙ヒコーキ通信3』文藝春秋 1988
- 『風雪平野』津軽書房 1989
- 『津軽から飛んだ』津軽書房 1989
- 『振り子通信』正続 津軽書房 1990-96
- 『まだ見ぬ故郷 高山右近の生涯』毎日新聞社 1991（のち新潮文庫）
- 『棟方志功の世界 柳は緑、花は紅』講談社 1991
- 『愉快な撮影隊』毎日新聞社 1992
- 『精神の柔軟体操』津軽書房 1992
- 『林檎キッドよ、永遠に』新潮社 1993
- 『風の誕生』福武書店 1993
- 『二人の始発駅』新潮社 1995
- 『天皇はどこから来たか』新潮社 1996（のち文庫）
- 『辻音楽師の唄 もう一つの太宰治伝』文藝春秋 1997（のち文庫）
- 『反時代的教養主義のすすめ』新潮社 1999
- 『二十世紀を見抜いた男 マックス・ヴェーバー物語』新潮社 2000（のち文庫、「マックス・ヴェーバー物語」新潮選書）
- 『桜桃とキリスト もう一つの太宰治伝』文藝春秋 2002（のち文庫）
- 『仏教と資本主義』新潮新書 2004
- 『天才監督木下惠介』新潮社 2005
  - 『新編 天才監督 木下惠介』論創社、2013
- 『天皇の誕生 映画的「古事記」』集英社 2007「古事記とは何か 稗田阿礼はかく語りき」文庫
- 『邦画の昭和史 スターで選ぶDVD100本』新潮新書 2007
- 『「古事記」の真実』文春新書 2008　のち文庫
- 『「君が代」肯定論』小学館101新書、2009
- 『「阿修羅像」の真実』文春新書、2009
- 『神と仏の再発見 カミノミクスが日本を救う』津軽書房、2014
- 『棟方志功の原風景』津軽書房 2015
- 『日本を支えた12人』集英社文庫、2016

### 共著編
- 『竹山津軽三味線』詩:高木恭造 山田尚共著 写真:葛西梧郎 山田尚編 津軽書房 1976
- 『映画が好きな君は素敵だ』編 集英社 1984
- 『超過激対談 野坂昭如』文藝春秋 1987
- 『木村伊兵衛昭和の女たち』木村伊兵衛:写真、田沼武能編 筑摩書房 1991
- 『富士には月見草 太宰治100の名言・名場面』太宰治共著 新潮文庫 2009

## 映像作品

### 映画
- 夢の祭り（1989年） - 監督・原作・脚本

### テレビ
- テレビくん、どうも!（1985年10月 - 1988年12月、フジテレビ） - 第3回よりレギュラー出演